# Hohn, Rendsburg-Eckernförde
Hohn là một đô thị thuộc quận Rendsburg-Eckernförde, bang Schleswig-Holstein.